# Amaturá
Amaturá là một đô thị thuộc bang Amazonas, Brasil. Đô thị này có diện tích 4758,82 km², dân số năm 2007 là 8850 người, mật độ 1,86 người/km².